# Condado de Strzyżów
Condado de Strzyżów (polaco: powiat strzyżowski) é um powiat (condado) da Polónia, na voivodia de Subcarpácia. A sede do condado é a cidade de Strzyżów. Estende-se por uma área de 503,36 km², com 62 400 habitantes, segundo os censos de 2005, com uma densidade 123,06 hab/km².

## Demografia
População (dados de 30 de Junho de 2005):
|          | Total   | Total | Mulheres | Mulheres | Homens  | Homens |
| -------- | ------- | ----- | -------- | -------- | ------- | ------ |
|          | pessoas | %     | pessoas  | %        | pessoas | %      |
| Total    | 61 944  | 100   | 31 321   | 50,6     | 30 623  | 49,4   |
| Cidades  | 8658    | 100   | 4504     | 52       | 4154    | 48     |
| Povoados | 53 286  | 100   | 26 817   | 50,3     | 26 469  | 49,7   |